# Termingeld
Als Termingeld (oder Termineinlagen, Termindepositen, Festgeld oder auch befristete Einlagen) wird bei Kreditinstituten eine Geldanlage bezeichnet, deren Laufzeit oder Kündigungsfrist mindestens einen Monat beträgt und die mit einem Festzins ausgestattet ist.

## Allgemeines
Termingelder sind eine der drei Formen der Bankguthaben, zu denen noch Sichteinlagen und Spareinlagen gehören. Alle drei Formen unterscheiden sich vor allem durch ihre Laufzeit oder Kündigungsfrist, denn Sichteinlagen sind täglich fällig und verfügbar, die Laufzeit oder Kündigungsfrist von befristeten Einlagen beträgt mindestens einen Monat. Spareinlagen müssen eine Laufzeit oder Kündigungsfrist von mindestens drei Monaten aufweisen (§ 21 Abs. 4 Nr. 4 RechKredV). Es kann daher auch befristete Einlagen mit einer Laufzeit oder Kündigungsfrist von sechs Monaten oder mehr geben, sofern sie ausdrücklich als befristete Einlagen vereinbart werden. Nur Sichteinlagen dürfen neben der Geldanlage auch für Zahlungsverkehrszwecke verwendet werden.
Auf dem Geldmarkt besteht mit dem Tages- und Termingeldhandel ein Teilmarkt, bei dem Kreditinstitute und institutionelle Anleger Tagesgelder und Termingelder gegenseitig austauschen.

## Arten
Je nachdem, ob der Kunde mit der Bank eine feste Laufzeit oder eine bestimmte Kündigungsfrist für seine Geldanlage vereinbart, unterscheidet man zwischen Festgeld und Kündigungsgeld:
- Bei der Anlage von Festgeldern wird zwischen Kunde und Bank eine feste Laufzeit vereinbart, bei der von vorneherein ein bestimmter Zeitpunkt für die Fälligkeit der Geldanlage verabredet wird. Am Ende der Laufzeit können sie entweder als Sichteinlage weitergeführt werden oder aber prolongiert (verlängert) werden. Bei Prolongation gilt meist der aktuelle Marktzins. Während dieser Laufzeit wird ein Zinssatz festgelegt, der bis zur Fälligkeit unverändert bleibt, eintretende Marktschwankungen bleiben unberücksichtigt. Sollte das Festgeld vor Ablauf der vereinbarten Laufzeit gekündigt werden müssen, so ist dieses in der Regel mit dem Verlust der Zinsen verbunden. Die Laufzeit beginnt hierbei genau an dem Tag der Wertstellung, an dem das jeweilige Guthaben am Konto eingeht.
- Bei Kündigungsgeldern wird eine bestimmte Kündigungsfrist vereinbart. Will der Bankkunde über seine Geldanlage verfügen, muss er zunächst kündigen und den Zeitraum der vereinbarten Kündigungsfrist abwarten, bis die Geldanlage verfügbar ist. Bis zur Kündigung ist die Einlage unbefristet und deshalb meist variabel verzinslich, nach der Kündigung bekommt sie den Charakter einer Festgeldeinlage, für die ein Festzins vereinbart werden kann.

Die Zinsgutschrift erfolgt bei beiden Arten am Fälligkeitstag der Geldanlage. Die meisten Kreditinstitute setzen Mindestbeträge von 5.000 Euro für die Geldanlage in Fest- oder Kündigungsgeldern fest.

## Übersicht
Die klassischen zinstragenden Finanzprodukte auf dem Bankenmarkt teilen sich wie folgt ein:
| Produktgruppe       | Finanzprodukt              | Laufzeit / Kündigungsfrist          | Habenzinsart                           |
| ------------------- | -------------------------- | ----------------------------------- | -------------------------------------- |
| Sichteinlagen       | Girokonto, Tagesgeldkonto  | täglich fällig                      | variabler Zins                         |
| befristete Einlagen | Termingeld, Kündigungsgeld | 1 Monat bis 12 Monate               | Festzins                               |
| Spareinlagen        | Sparkonto, Prämiensparen   | mindestens 3 Monate und unbefristet | variabler Zins (Spareckzins), Festzins |

Alle hier aufgeführten Produktgruppen einschließlich Termingelder gehören zum Einlagengeschäft der Kreditinstitute. Flexibelstes Finanzprodukt ist das Girokonto. Weist es einen Habensaldo auf, gehört es zum Einlagengeschäft, bei einem Sollsaldo liegt ein Kreditgeschäft vor.

## Situation in Deutschland

### Rechtsgrundlagen
Nach § 1 Abs. 1 Nr. 1 KWG gilt die Annahme fremder Gelder als Einlagen oder anderer unbedingt rückzahlbarer Gelder des Publikums als Bankgeschäft, das nur mit Erlaubnis der Bankenaufsicht BaFin betrieben werden darf. Deshalb sind ausschließlich Kreditinstitute befugt, Termineinlagen entgegenzunehmen.
Eine Legaldefinition des Begriffs Termineinlagen fand sich in § 3 der Anweisung der Deutschen Bundesbank über Mindestreserven (AMR), wonach Termineinlagen als befristete Verbindlichkeiten mit einer Kündigungsfrist oder Laufzeit von einem Monat bis zu vier Jahren galten. Diese Anweisung wurde wegen der dritten Stufe der Währungsunion durch die Bundesbank aufgehoben. Die EZB bezieht nunmehr Einlagen mit vereinbarter Laufzeit oder Kündigungsfrist von bis zu 2 Jahren in die Mindestreservepflicht ein.

### Bedeutung
Der Bundesbank-Statistik zufolge erreichten die befristeten Einlagen im Februar 2010 rund 62 % aller Einlagen von Nichtbanken im Inland, während der Rest auf Sichteinlagen entfiel. Der größte Anteil entfällt dabei mit knapp 71 % auf Termineinlagen mit einer Befristung von über 2 Jahren. Unter Kreditinstituten und institutionellen Anlegern existiert zudem ein reger Termingeldhandel, auf dem die Marktteilnehmer ihren kurz- bis mittelfristigen Liquiditätsüberschuss oder -bedarf ausgleichen können.

## Verwendungszweck
Termingelder dienen ausschließlich der Geldanlage, weil sie während der vereinbarten Laufzeit oder Kündigungsfrist für den Bankkunden nicht verfügbar sind. Erteilt der Bankkunde bei Festgeldern vor Zeitablauf keine neue Weisung, dann verlängert das Kreditinstitut die Termineinlage in der Regel um dieselbe, ursprünglich vereinbarte Laufzeit. Die bereits vergüteten Zinsen werden dann bei der Neuanlage mit verzinst (Zinseszinseffekt). Aufgrund dieser automatischen Verlängerung erhalten Termingelder oft den Charakter mittel- oder langfristiger Geldanlagen.

## Einlagensicherung
Nach § 4 Abs. 2 Nr. 1 Einlagensicherungs- und Anlegerentschädigungsgesetz (EAEG) sind Einlagen bis zur Höhe von 100.000 € gesichert, die im Entschädigungsfall ausgezahlt werden, wenn ein Kreditinstitut nach § 5 EAEG nicht in der Lage ist, Einlagen zurückzuzahlen. Einlagen im Ausland sind entsprechend der in allen EU-Mitgliedstaaten geregelten Einlagensicherung und Landeswährung auch bis 100.000 € abgesichert. Einlagen im Sinne dieses Gesetzes sind Guthaben bei Kreditinstituten, die im Rahmen der Geschäftstätigkeit eines Instituts und von diesem auf Grund gesetzlicher oder vertraglicher Bestimmungen zurückzuzahlen sind. Dazu zählen auch Forderungen, die das Institut durch Ausstellung einer Urkunde verbrieft hat, jedoch nicht Inhaber- und Orderschuldverschreibungen. Von der Einlagensicherung werden mithin auch Spareinlagen erfasst.

## International
Die Anlageform des Termingelds ist auch in Großbritannien (englisch time deposit), Frankreich (französisch Compte à terme), den Niederlanden (niederländisch Spaardeposito), Spanien (spanisch Depósito a plazo fijo) sowie in Österreich und der Schweiz bekannt. Sie unterscheiden sich meist lediglich durch die erforderlichen Mindestbeträge.